# Арончик, Айзик Борисович
Айзик Борисович Арончик (Ицхок-Айзик Берович Арончик; 1859—1888) — русский революционер, член партии «Народная воля», участник покушений на императора Александра II.

## Биография
Родился в Житомире, в мещанской семье.
По окончании одесского реального училища, поступил в Петербургский институт инженеров путей сообщения, но бросил учёбу до окончания в 1879 году.
На Липецком съезде возник вопрос о посылке кого-либо в г. Повенец (Олонецкая губерния) для освобождения находившихся там в административной ссылке Самарской и Воскресенской. Участники съезда решили поручить это освобождение Арончику. В 1879 году он являлся посредником в сношениях землевольцев с Клеточниковым Н. В. и Михайловым А. Д., получавшим секретные сведения Департамента полиции от служившего там Клеточникова. Уезжая из Петербурга, Михайлов познакомил его с Арончиком, которому Клеточников и продолжал доставлять сведения. Иногда Клеточников оставлял у него пакеты для Квятковского. Присоединился к партии «Народная Воля». С октября по декабрь 1879 года был хозяином конспиративной квартиры в Москве. Арончик, хотя и недолго, работал в подкопе на Московско-Курской дороге, в Москве; работал плохо и от работы был отстранён.
Затем уехал за границу и вернулся в Россию в августе 1880 года, где ему дали роль хозяина конспиративной квартиры, там же, в Москве, которую он и исполнял с Галиной Чернявской под именем супругов Силантьевых. Эта квартира служила убежищем для участников покушения 19 ноября 1879 года на взрыв царского поезда. Арончик в качестве одного из наиболее доверенных агентов Исполнительного Комитета «Народной Воли», наряду с Желябовым, Перовской, Франжоли, вёл сношения с Нечаевым, заключённым в Петропавловской крепости. Арестован в Петербурге 17 марта 1881 года по подложному паспорту Золотницкого, при обыске у него найден листок «От исполнительного комитета имп. Александру III» от 3 марта 1881 года. Было установлено, что одновременно поселился и одновременно выбыл с ним из гостиницы «Москва» Ник. Саблин, застрелившийся 3 марта в конспиративной квартире на Тележной улице.
По Процессу двадцати приговорён к пожизненной каторге. Заключен в Алексеевский равелин, где у него, по свидетельству врача, замечались признаки душевного расстройства. В августе 1884 года душевнобольного заключённого переводят в Шлиссельбург. Здесь к душевной болезни присоединяется и физическая: паралич ног. В течение четырёх лет он ни разу не выходил из камеры и лежал парализованным без всякого ухода, 2 апреля 1888 года умер.